# Greatest Hits: My Prerogative
A Greatest Hits: My Prerogative Britney Spears amerikai énekesnő ötödik albuma és első válogatásalbuma. 2004. november 9-én jelent meg. Az albumon Britney legnagyobb slágerei mellett három korábban kiadatlan felvétel is helyet kapott. A My Prerogative és a Do Somethin’ című dalok megjelentek kislemezként. Az album a 4. helyen debütált a Billboard Hot 100-on, az első héten 255 000 példányban kelt el. Világszerte 2011 novemberéig több mint 9 millió példányt adtak el az albumból.[forrás?]

## Kislemezek
Az albumról összesen két kislemez jelent meg: az első, a My Prerogrative 2004. szeptember 14-én. A dal egy Bobby Brown-feldolgozás, Britney válogatáslemezének beharangozó kislemeze. Finnország, Írország, Izrael és Olaszország slágerlistáját is vezette. A dal Magyarországon a slágerlista 5. helyéig jutott. A videóklipet 2004-ben forgatták. A klipben feltűnik Britney akkori férje, Kevin Federline.
Az album második, egyben utolsó kislemeze a Do Somethin’. A dal 2005 februárjában jelent meg és pozitív kritikákat kapott. Ausztráliában, Dániában, az Egyesült Királyságban és Svédországban is top 10-es helyezést ért el. Videóklipjét Bille Woodruff rendezte.

## Fogadtatása
Az album a 4. helyen nyitott a Billboard 200-on. Ez volt Britney első olyan albuma, amelyik nem érte el az első helyet ezen a slágerlistán. 2004 decemberében a Amerikai Hanglemezgyártók Szövetsége platinalemezzé minősítette az albumot, mivel már több mint egymillió példányban elkelt. 2010. október 6-ig az albumból csak az USA-ban 1 387 000 darabot adtak el.
Kanadában az első helyre került, az első héten 50 000 példányban kelt el. Hongkongban elnyerte a Gold Disc Award díját. Világszerte 9 millió példányban kelt el.

## Számok
1. My Prerogative (Bobby Brown, G. Griffin, E.T. Riley)
2. Toxic (C. Dennis, C. Karlsson, P. Winnberg, H. Jonback)
3. I’m a Slave 4 U (C. Hugo, P. Williams)
4. Oops!… I Did It Again (M. Martin, Rami)
5. Me Against the Music (feat. Madonna, C. „Tricky” Stewart, T. „Tab” Nkhereanye, P. Magnet, T. Nash, G. O'Brien)
6. Stronger (M. Martin, Rami)
7. Everytime (Spears, A. Stamatelatos)
8. …Baby One More Time
9. (You Drive Me) Crazy (The Stop Remix) (J. Elofsson, P. Magnusson, D. Krueger, M. Martin)
10. Boys (The Co-Ed Remix) (feat. Pharrell Williams) (C. Hugo, P. Williams
11. Sometimes (J. Elofsson)
12. Overprotected (The Darkchild Remix) (M. Martin, Rami)
13. Lucky (M. Martin, Rami, A. Kronlund)
14. Outrageous (R. Kelly)
15. Don’t Let Me Be the Last to Know (R. Lange, K. Scott, Shania Twain)
16. Born to Make You Happy (Carlsson/Lundin)
17. I Love Rock 'n' Roll
18. I’m Not a Girl, Not Yet a Woman (M. Martin, Rami, Dido)
19. I’ve Just Begun (Having My Fun) (Spears, M. Bell, C. Karlsson, P. Winnberg, H. Jonback)
20. Do Somethin’ (C. Karlsson, P. Winnberg, H. Jonback, A. Hunte)

## Slágerlistás helyezések
| Slágerlista                        | Legjobb helyezés |
| ---------------------------------- | ---------------- |
| Ausztrál albumslágerlista          | 4                |
| Belga albumslágerlista (Flandria)  | 5                |
| Belga albumslágerlista (Vallónia)  | 2                |
| Brit albumslágerlista              | 2                |
| Cseh albumslágerlista              | 6                |
| Dán albumslágerlista               | 2                |
| European Top 100                   | 3                |
| Finn albumslágerlista              | 2                |
| Francia válogatásalbum-slágerlista | 1                |
| Holland albumslágerlista           | 7                |
| Ír albumslágerlista                | 1                |
| Japán albumslágerlista             | 1                |
| Kanadai albumslágerlista           | 3                |
| Magyar albumslágerlista            | 8                |
| Norvég albumslágerlista            | 4                |
| Olasz albumslágerlista             | 7                |
| Osztrák albumslágerlista           | 4                |
| Portugál albumslágerlista          | 5                |
| Svájci albumslágerlista            | 6                |
| Svéd albumslágerlista              | 14               |
| USA Billboard 200                  | 4                |
| Új-zélandi albumslágerlista        | 17               |